# Província d'Ōmi
La província d'Ōmi (近江国, Ōmi-no kuni) és una antiga província del Japó, actualment està dins de la prefectura de Shiga.
La capital era a prop d'Otsu, el qual tenia un important castell. Durant el període Sengoku la part nord de la província va ser el feu d'Ishida Mitsunari, un dels oponents de Tokugawa Ieyasu a la batalla de Sekigahara. Després de la derrota d'Ishida, Tokugawa va atorgar el feu als seus aliats el clan Ii, que van construir el castell i la ciutat de Hikone de les ruïnes de Sawayama.